# Prémio Satellite de melhor ator em minissérie ou telefilme
O Prémio Satellite de melhor ator em minissérie ou telefilme é entregue anualmente, direcionado para atuações em televisão.

## Vencedores e Indicados

### 1990s
| Ano  | Vencedores e Indicados | Filme ou Minissérie               | Personagem               |
| ---- | ---------------------- | --------------------------------- | ------------------------ |
| 1996 | Alan Rickman           | Rasputin: Dark Servant of Destiny | Grigori Rasputin         |
| 1996 | Beau Bridges           | Hidden in America                 | Bill Januson             |
| 1996 | Ted Danson             | Gulliver's Travels                | Lemuel Gulliver          |
| 1996 | Eric Roberts           | In Cold Blood                     | Perry Smith              |
| 1996 | James Woods            | The Summer of Ben Tyler           | Temple Rayburn           |
| 1997 | Gary Sinise            | George Wallace                    | George C. Wallace        |
| 1997 | Armand Assante         | The Odyssey                       | Odysseus                 |
| 1997 | Gabriel Byrne          | Weapons of Mass Distraction       | Lionel Powers            |
| 1997 | Sidney Poitier         | Mandela and de Klerk              | Nelson Mandela           |
| 1997 | Ving Rhames            | Don King: Only in America         | Don King                 |
| 1998 | Delroy Lindo           | Glory & Honor                     | Mathew Henson            |
| 1998 | Cary Elwes             | The Pentagon Wars                 | Lt. Colonel James Burton |
| 1998 | Laurence Fishburne     | Always Outnumbered                | Socrates Fortlow         |
| 1998 | Kevin Pollak           | From the Earth to the Moon        | Joseph Francis Shea      |
| 1998 | Patrick Stewart        | Moby Dick                         | Ahab                     |
| 1999 | William H. Macy        | A Slight Case of Murder           | Terry Thorpe             |
| 1999 | Beau Bridges           | P. T. Barnum                      | P. T. Barnum             |
| 1999 | Don Cheadle            | A Lesson Before Dying             | Grant Wiggins            |
| 1999 | Delroy Lindo           | Strange Justice                   | Clarence Thomas          |
| 1999 | Brent Spiner           | Introducing Dorothy Dandridge     | Earl Mills               |

### 2000s
| Ano  | Vencedores e Indicados | Filme ou Minissérie                               | Personagem                   |
| ---- | ---------------------- | ------------------------------------------------- | ---------------------------- |
| 2000 | James Woods            | Dirty Pictures                                    | Dennis Barrie                |
| 2000 | Andy García            | For Love or Country: The Arturo Sandoval Story    | Arturo Sandoval              |
| 2000 | Louis Gossett, Jr.     | The Color of Love: Jacey's Story                  | Lou Hastings                 |
| 2000 | Bob Hoskins            | Noriega: God's Favorite                           | Manuel Noriega               |
| 2000 | Matthew Modine         | Flowers for Algernon                              | Charlie Gordon               |
| 2001 | Richard Dreyfuss       | The Day Reagan Was Shot                           | Alexander Haig               |
| 2001 | William Hurt           | Varian's War                                      | Varian Fry                   |
| 2001 | Ben Kingsley           | Anne Frank: The Whole Story                       | Otto Frank                   |
| 2001 | Damian Lewis           | Band of Brothers                                  | Major Richard "Dick" Winters |
| 2001 | Jeffrey Wright         | Boycott                                           | Martin Luther King           |
| 2002 | William H. Macy        | Door to Door                                      | Bill Porter                  |
| 2002 | Ted Danson             | Living with the Dead                              | James Van Praagh             |
| 2002 | Albert Finney          | The Gathering Storm                               | Winston Churchill            |
| 2002 | Harry J. Lennix        | Keep the Faith, Baby                              | Adam Clayton Powell          |
| 2002 | Patrick Stewart        | King of Texas                                     | John Lear                    |
| 2003 | James Woods            | Rudy: The Rudy Giuliani Story                     | Rudy Giuliani                |
| 2003 | Robert Carlyle         | Hitler: The Rise of Evil                          | Adolf Hitler                 |
| 2003 | Troy Garity            | Soldier's Girl                                    | Barry Winchell               |
| 2003 | Lee Pace               | Soldier's Girl                                    | Scottie / Calpernia Addams   |
| 2003 | Al Pacino              | Angels in America                                 | Roy Cohn                     |
| 2003 | Tom Wilkinson          | Normal                                            | Roy Applewood                |
| 2004 | Jamie Foxx             | Redemption: The Stan Tookie Williams Story        | Stan "Tookie" Williams       |
| 2004 | Keith Carradine        | Deadwood                                          | Bill Hickok                  |
| 2004 | Mos Def                | Something the Lord Made                           | Vivien Thomas                |
| 2004 | Alan Rickman           | Something the Lord Made                           | Dr. Alfred Blalock           |
| 2004 | Geoffrey Rush          | The Life and Death of Peter Sellers               | Peter Sellers                |
| 2005 | Jonathan Rhys Meyers   | Elvis                                             | Elvis Presley                |
| 2005 | Ted Danson             | Our Fathers                                       | Mitchell Garabedian          |
| 2005 | Kenneth Branagh        | Warm Springs                                      | Franklin D. Roosevelt        |
| 2005 | Ed Harris              | Empire Falls                                      | Miles Roby                   |
| 2005 | Christian Campbell     | Reefer Madness: The Movie Musical                 | Jimmy Harper                 |
| 2005 | Rupert Everett         | Sherlock Holmes and the Case of the Silk Stocking | Sherlock Holmes              |
| 2006 | Bill Nighy             | Gideon's Daughter                                 | Gideon Warner                |
| 2006 | Andre Braugher         | Thief                                             | Nick Atwater                 |
| 2006 | Charles Dance          | Bleak House                                       | Mr. Tulkinghorn              |
| 2006 | Hugh Dancy             | Elizabeth I                                       | Robert Devereux              |
| 2006 | Ben Kingsley           | Mrs. Harris                                       | Herman Tarnower              |
| 2007 | David Oyelowo          | Five Days                                         | Matt Wellings                |
| 2007 | Jim Broadbent          | Longford                                          | Frank Pakenham               |
| 2007 | Robert Lindsay         | The Trial of Tony Blair                           | Tony Blair                   |
| 2007 | Aidan Quinn            | Bury My Heart at Wounded Knee                     | Henry L. Dawes               |
| 2007 | Tom Selleck            | [Jesse Stone: Sea Change                          | Jesse Stone                  |
| 2007 | Toby Stephens          | Jane Eyre                                         | Edward Fairfax Rochester     |
| 2008 | Paul Giamatti          | John Adams                                        | John Adams                   |
| 2008 | Benedict Cumberbatch   | The Last Enemy                                    | Stephen Ezard                |
| 2008 | Ralph Fiennes          | Bernard and Doris                                 | Bernard Lafferty             |
| 2008 | Stellan Skarsgård      | God on Trial                                      | Baumgarten                   |
| 2008 | Kevin Spacey           | Recount                                           | Ron Klain                    |
| 2008 | Tom Wilkinson          | Recount                                           | James Baker                  |
| 2009 | Brendan Gleeson        | Into the Storm                                    | Winston Churchill            |
| 2009 | Kevin Bacon            | Taking Chance                                     | Michael Strobl               |
| 2009 | Kenneth Branagh        | Wallander                                         | Det. Kurt Wallander          |
| 2009 | William Hurt           | Endgame                                           | Will Esterhuyse              |
| 2009 | Jeremy Irons           | Georgia O'Keeffe                                  | Alfred Stieglitz             |
| 2009 | Ian McKellen           | The Prisoner                                      | Número 2 / Curtis            |

### Anos 2010
| Ano  | Vencedores e Indicados | Filme ou Minissérie                                    | Personagem           |
| ---- | ---------------------- | ------------------------------------------------------ | -------------------- |
| 2010 | Al Pacino              | You Don't Know Jack                                    | Dr. Jack Kevorkian   |
| 2010 | Benedict Cumberbatch   | Sherlock                                               | Sherlock Holmes      |
| 2010 | Idris Elba             | Luther                                                 | Det. John Luther     |
| 2010 | Ian McShane            | The Pillars of the Earth                               | Waleran Bigod        |
| 2010 | Barry Pepper           | When Love Is Not Enough: The Lois Wilson Story         | Bill Wilson          |
| 2010 | Dennis Quaid           | The Special Relationship                               | Bill Clinton         |
| 2010 | David Suchet           | Agatha Christie's Poirot: Murder on the Orient Express | Hercule Poirot       |
| 2011 | Jason Isaacs           | Case Histories                                         | Jackson Brodie       |
| 2011 | Hugh Bonneville        | Downton Abbey                                          | Robert Crawly        |
| 2011 | Idris Elba             | Luther                                                 | Det. John Luther     |
| 2011 | Laurence Fishburne     | Thurgood                                               | Thurgood Marshall    |
| 2011 | William Hurt           | Too Big to Fail                                        | Henry Paulson        |
| 2011 | Bill Nighy             | Page Eight                                             | Johnny Worricker     |
| 2012 | Benedict Cumberbatch   | Sherlock                                               | Sherlock Holmes      |
| 2012 | Kenneth Branagh        | Wallander                                              | Kurt Wallander       |
| 2012 | Kevin Costner          | Hatfields & McCoys                                     | Devil Anse Hatfield  |
| 2012 | Idris Elba             | Luther                                                 | Det. John Luther     |
| 2012 | Woody Harrelson        | Game Change                                            | Steve Schmidt        |
| 2012 | Clive Owen             | Hemingway & Gellhorn                                   | Ernest Hemingway     |
| 2013 | Michael Douglas        | Behind the Candelabra                                  | Liberace             |
| 2013 | Matt Damon             | Behind the Candelabra                                  | Scott Thorson        |
| 2013 | Benedict Cumberbatch   | Parade's End                                           | Christopher Tietjens |
| 2013 | Chiwetel Ejiofor       | Dancing on the Edge                                    | Louis Lester         |
| 2013 | Matthew Goode          | Dancing on the Edge                                    | Stanley Mitchell     |
| 2013 | Peter Mullan           | Top of the Lake                                        | Matt Mitcham         |
| 2013 | Al Pacino              | Phil Spector                                           | Phil Spector         |
| 2013 | Dominic West           | Burton & Taylor                                        | Richard Burton       |
| 2014 | Mark Ruffalo           | The Normal Heart                                       | Ned Weeks            |
| 2014 | Dominic Cooper         | Fleming: The Man Who Would Be Bond                     | Ian Fleming          |
| 2014 | Richard Jenkins        | Olive Kitteridge                                       | Henry Kitteridge     |
| 2014 | Stephen Rea            | The Honourable Woman                                   | Hugh Hayden-Hoyle    |
| 2014 | David Suchet           | Agatha Christie's Poirot                               | Hercule Poirot       |
| 2014 | Kiefer Sutherland      | 24: Live Another Day                                   | Jack Bauer           |
| 2015 | Mark Rylance           | Wolf Hall                                              | Thomas Cromwell      |
| 2015 | Martin Clunes          | Arthur & George                                        | Arthur Conan Doyle   |
| 2015 | Michael Gambon         | The Casual Vacancy                                     | Howard Mollison      |
| 2015 | Oscar Isaac            | Show Me a Hero                                         | Nick Wasicsko        |
| 2015 | Ben Mendelsohn         | Bloodline                                              | Danny Rayburn        |
| 2015 | David Oyelowo          | Nightingale                                            | Peter Snowden        |